# Bristol Grampus
El Bristol Grampus fue un diseño de avión de pasajeros biplano británico propuesto por la British and Colonial Aeroplane Company, pero no fue construido.

## Diseño y desarrollo
Tras el final de la Primera Guerra Mundial, la British and Colonial Aeroplane Company se propuso producir un avión de pasajeros o de carga de uso general. Frank Barnwell propuso un biplano monomotor para seis pasajeros, propulsado por un motor Siddeley Tiger de 373 kW (500 hp) y llamado Grampus I. Los directores de la empresa pensaron que era demasiado grande para el mercado propuesto y estaban preocupados por el suministro de motores Tiger. Barnwell regresó con un Grampus II más pequeño para tres pasajeros, propulsado inicialmente por un motor RAF 4a de 112 kW (150 hp) refrigerado por aire que sería reemplazado por el motor radial Siddeley Lynx en los aviones de producción. Los directivos no aprobaron el diseño ni tampoco las dos variantes de ocho pasajeros propuestas. En febrero de 1920, el proyecto fue abandonado porque ninguno de los diseños parecía cumplir los criterios para un concurso del Ministerio del Aire.

## Variantes
Grampus I (Type 31)
Variante propuesta de seis pasajeros, propulsada por un motor Siddeley Tiger de 373 kW (500 hp).
Grampus II (Type 42)
Variante propuesta de tres pasajeros, propulsada por un motor RAF 4a de 112 kW (150 hp), no construida.
Grampus IV (Type 43)
Variante propuesta de ocho pasajeros propulsada por cuatro motores Lucifer, no construida.
Grampus V (Type 57)
Variante propuesta del Grampus IV para el mercado estadounidense, con dos motores Hall-Scott, no construida.

## Especificaciones (Grampus I)
Referencia datos: Barnes, 1988

### Características generales
- Tripulación: Uno (piloto)
- Capacidad: 6 pasajeros
- Carga: 907 kg
- Envergadura: 22,9 m (75 ft)
- Planta motriz: 1× motor en línea V12 refrigerado por líquido Siddeley Tiger.
  - Potencia: 373 kW (514 HP; 507 CV)
- Hélices: Bipala de paso fijo

### Rendimiento
- Alcance: 1609 km (869 nmi; 1000 mi)

## Aeronaves relacionadas

### Secuencias de designación
- Secuencia Numérica (interna de Bristol): ← 28 - 29 - 30 - 31 - 32 - 33 - 36 - 37 - 42 - 43 - 44 - 45 - 46 -- 52 - 53 - 55 - 57 - 62 - 71 - 72 →